# Kanadas Nationalmuseum für Geschichte und Gesellschaft

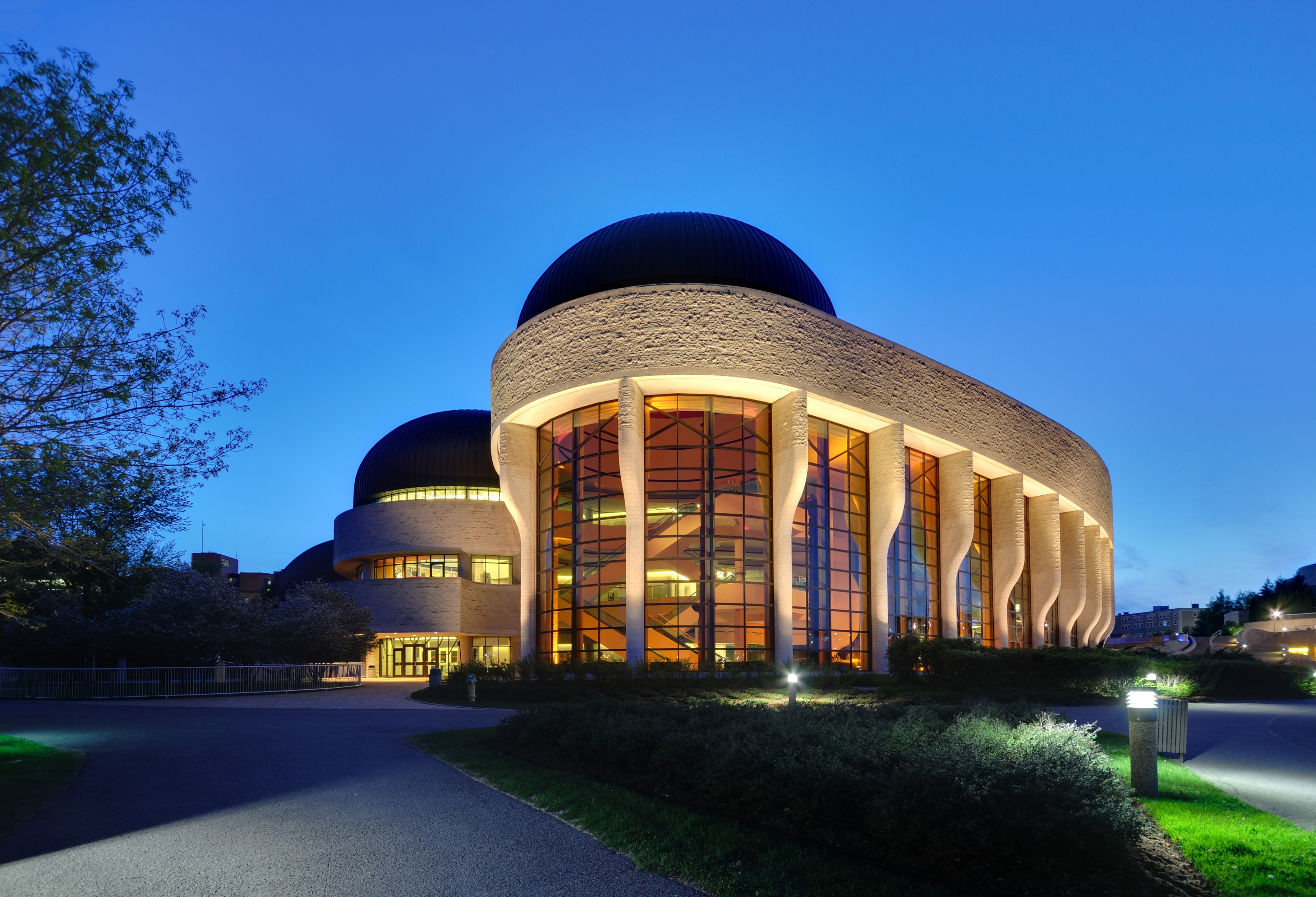
Nächtlich beleuchtetes Museum

Kanadas Nationalmuseum für Geschichte und Gesellschaft (englisch Canadian Museum of History wegen der staatlichen kanadischen Zweisprachigkeit gleichberechtigt auch französisch Musée canadien de l’histoire, bis 2013 englisch Canadian Museum of Civilization, französisch Musée canadien des civilisations) in Gatineau (Québec) ist das meistbesuchte Museum des Landes. Zudem gilt es als eine der wichtigsten Forschungsinstitutionen mit den Schwerpunkten Archäologie, Geschichte, Ethnologie und Volkskunde (folk culture).

## Geschichte
Die Ursprünge des Museums reichen bis in die Zeit vor der Gründung Kanadas zurück, denn es ging aus dem 1856 gegründeten geologisch-naturgeschichtlichen Museum des 1843 in Montreal gegründeten Geological Survey of Canada hervor. Dieses sollte einen Überblick über die geographischen Gegebenheiten des zu dieser Zeit noch britischen Gebietes geben. 1881 erfolgte der Umzug nach Ottawa.
1927 ging das Museum im National Museum of Canada auf. 1968 wurde es als National Museum of Man ausgegliedert und 1986 in Canadian Museum of Civilization umbenannt. Das Museum wird von der Canadian Museum of Civilization Corporation geführt, die auch für das Canadian War Museum verantwortlich ist.
Leiter war von 2000 bis 2011 Victor Rabinovitch, dessen Ausstellungspolitik allerdings umstritten war. So wurde er von Jean Chrétien scharf kritisiert, nachdem er eine fünf Jahre lang vorbereitete Ausstellung zur arabischen Kultur, die am 18. und 19. Oktober 2001 eröffnet werden sollten, nach dem 11. September abgesagt hatte. Chrétien wies ihn an, die Ausstellung durchzuführen. Wegen seiner kritischen Haltung zu den Bombenangriffen auf deutsche Städte während des Zweiten Weltkriegs wurde er von Veteranenverbänden kritisiert.
Seit 2018 leitet Caroline Dromaguet das Museum.

## Architektur

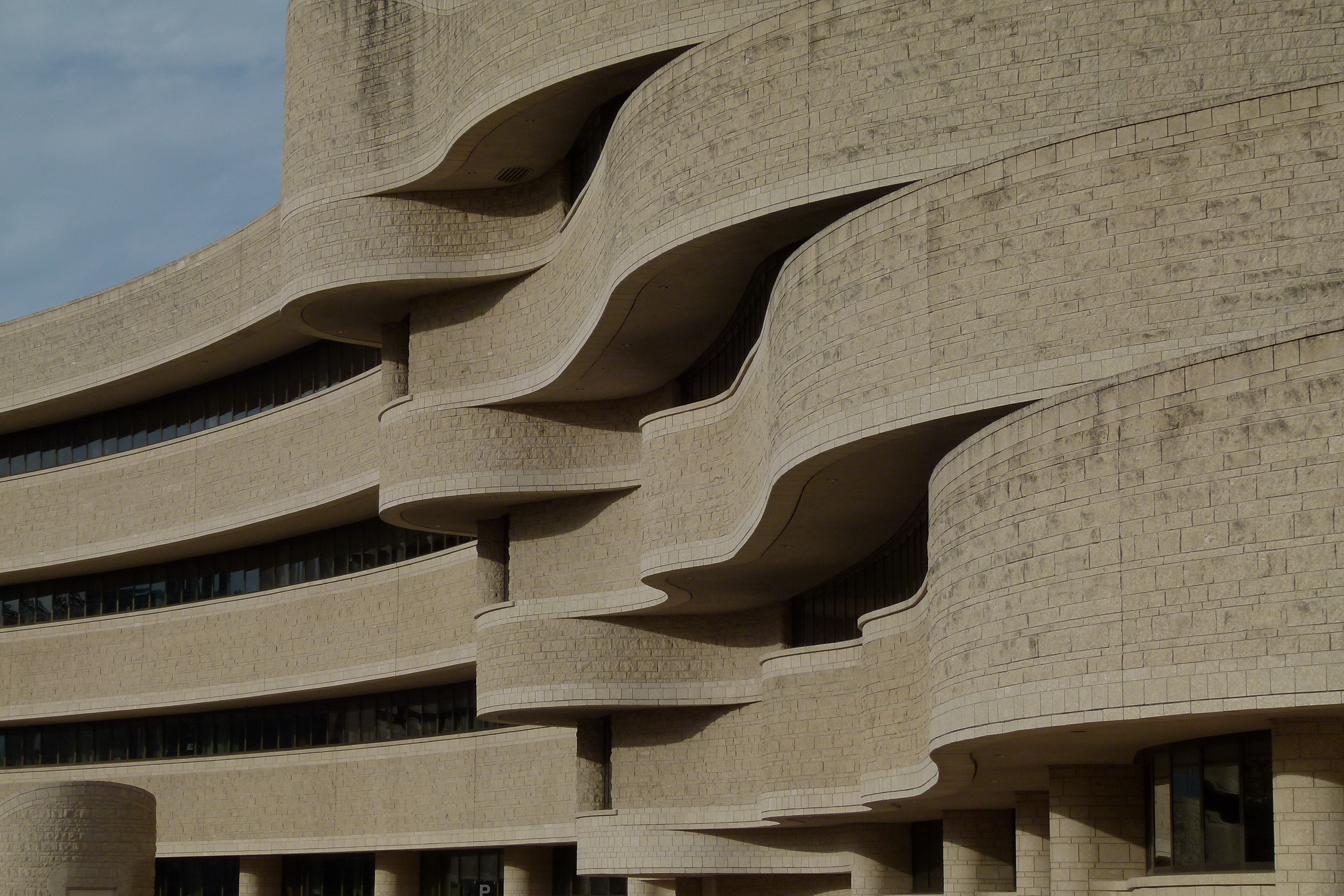
Eine Außenwand des Museumsgebäudes

Das jetzige Gebäude am Ottawa-Fluss wurde am 29. Juni 1989 eröffnet. Es gilt als ein Meisterwerk der Architektur, wurde jedoch wegen der hohen Kosten kritisiert. Es wurde von Douglas Cardinal entworfen. Da es die Landschaft und die Kulturen Kanadas repräsentieren soll, wurden nur einheimische Materialien für den Bau verwendet. Die Formgebung nimmt zahlreiche Elemente der indigenen Kulturen auf.

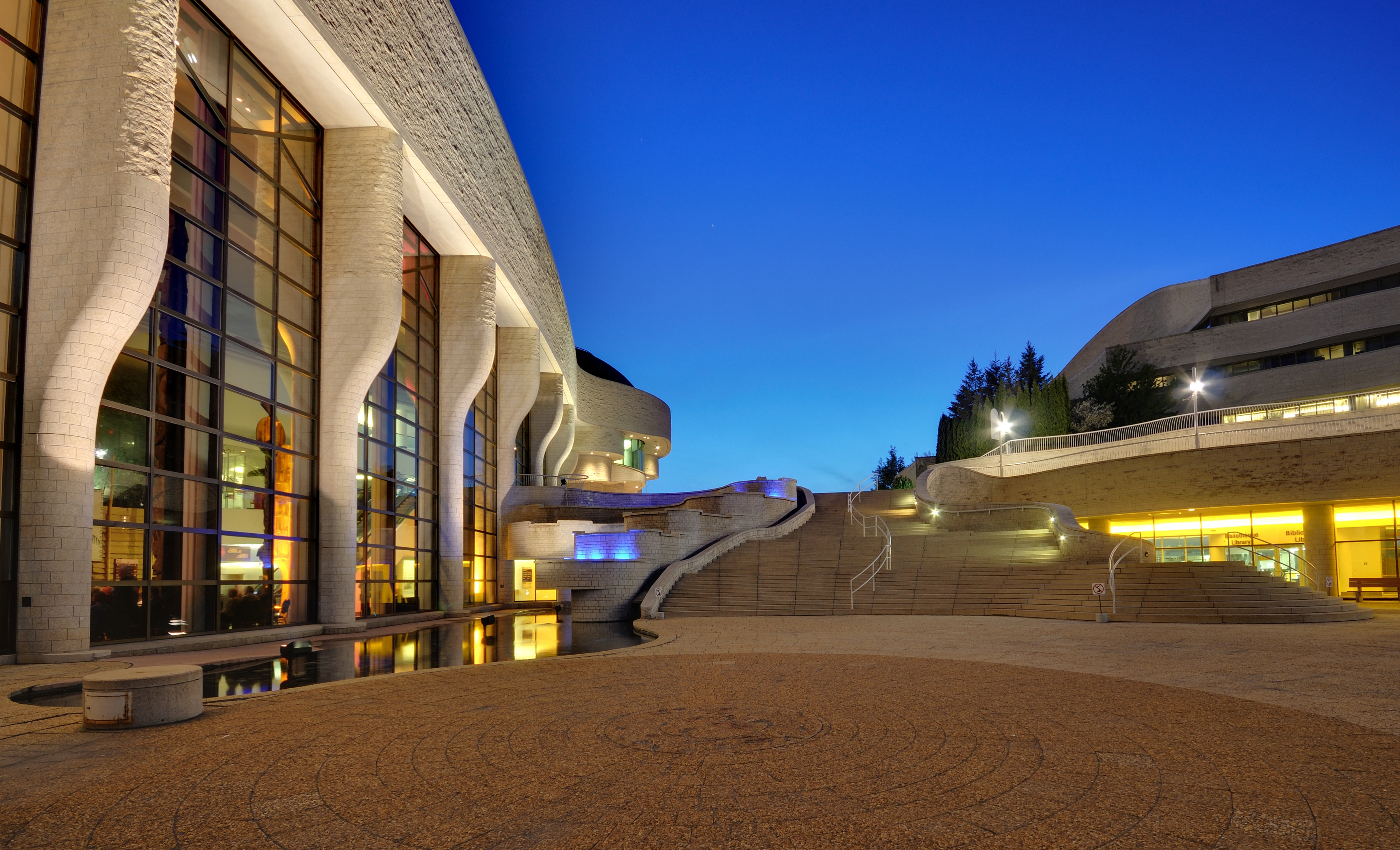
Außenbereich
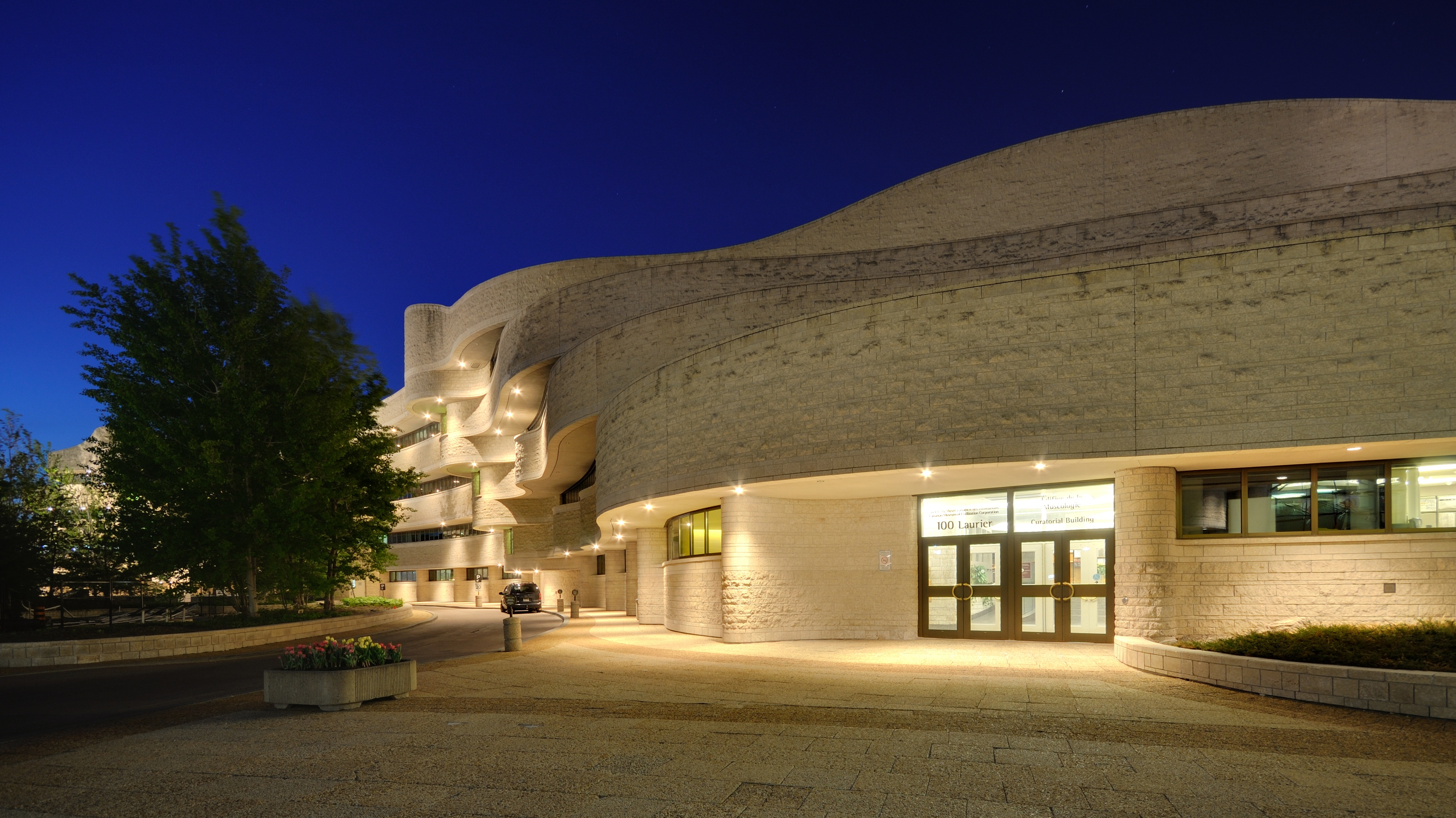
Verwaltungsgebäude und Bibliothek
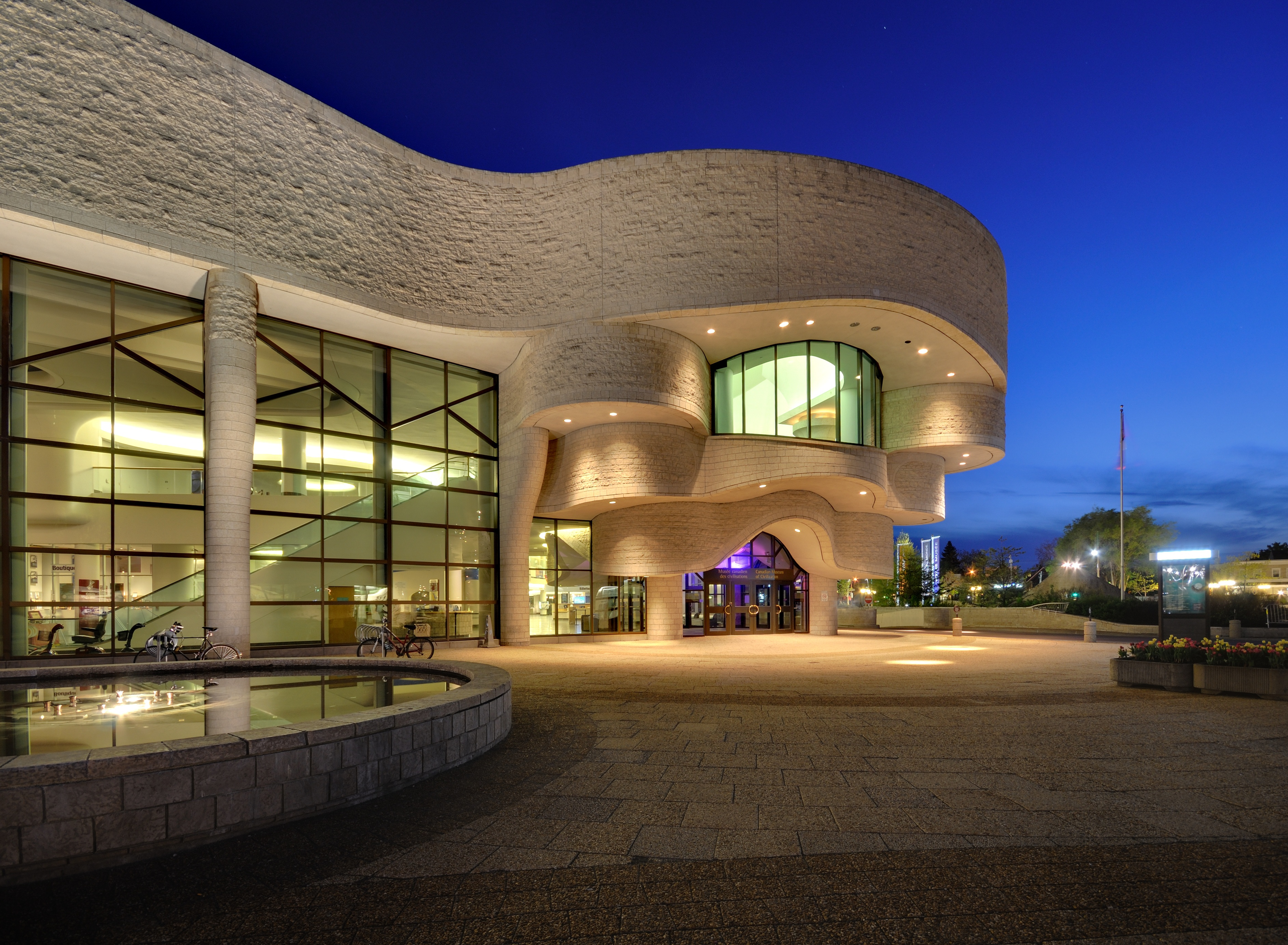
Besuchereingang des Museums

## Dauerausstellungen
Schwerpunkt der Ausstellungen ebenso wie der Forschung ist die Geschichte Kanadas seit der ersten Besiedlung durch Menschen. So widmet sich die Große Halle der Kultur der Ureinwohner der Westküste und die Halle der Ureinwohner anderen indigenen Völkern, während die Halle der kanadischen Persönlichkeiten vor allem Persönlichkeiten aus der jüngeren Geschichte vorstellt.
Außerdem sind in dem Museumsgebäude das Postmuseum, das Virtual Museum of New France sowie ein Kindermuseum untergebracht.

### Eingangshalle

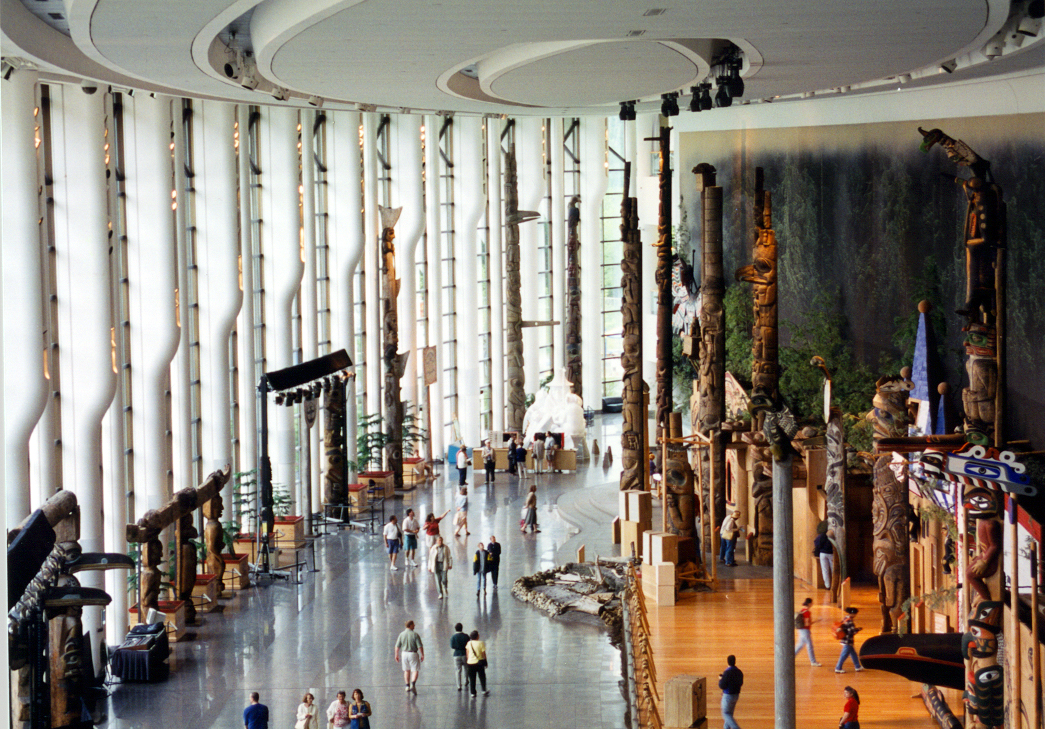
Eingangshalle

Die Eingangshalle mit ihren 112 m langen und 15 m hohen Glaswänden weist auf den Ottawa-Fluss und den Parlamentshügel. Dieser Öffnung gegenüber erheben sich vor dem riesigen Foto eines Regenwaldes zahlreiche Totempfähle und sechs Hausfassaden. Eine grüne Version des Spirit of Haida-Gwaii (die schwarze befindet sich in der Hauptstadt der USA) von Bill Reid ergänzt diese Repräsentation der Westküstenkulturen.

### Halle der Ureinwohner
Die Halle der Ureinwohner repräsentiert die gesamte Bandbreite indigener Kulturen in Kanada. Dabei unterscheidet man drei Abteilungen. Die Aboriginal Presence stellt die Kulturen selbst aus, An Ancient Bond with the Land betont die Beziehungen zur natürlichen Umgebung und Arrival of Strangers – The Last 500 Years liefert Exponate zum Verhältnis zwischen den seit 1500 ankommenden Europäern und den Ureinwohnern.

### Canada Hall
Darüber befindet sich die Kanada-Halle, die als eine Zeitreise konzipiert ist, die mit der Ankunft der Normannen um 1000 n. Chr. beginnt. Zugleich soll sie die historischen Traditionen zwischen den Provinzen und Territorien vergegenwärtigen. So wurde ein baskisches Walfängerschiff (ca. 1560) rekonstruiert, ein Bauernhaus aus Neu-Frankreich, ein Straßenabschnitt aus Ontario, dazu Originale, wie eine aus Alberta transferierte ukrainische Kirche oder ein Fischerboot aus British Columbia. Dabei werden die Beiträge der Einwanderungswellen, aber auch die Widerstände auf die neue ethnische Gruppen trafen, thematisiert. Dabei sind in der jeweiligen Epoche zugehörige Kleider gewandete Schauspieler zugleich Ansprechpartner für die Besucher.

### Kanada von Angesicht zu Angesicht
Im obersten Stockwerk stehen für die kanadische Geschichte bedeutsame Persönlichkeiten aus den Bereichen Kultur, Wirtschaft und Politik im Mittelpunkt. Die Ausstellung wurde am 29. Juli 2007 eröffnet.

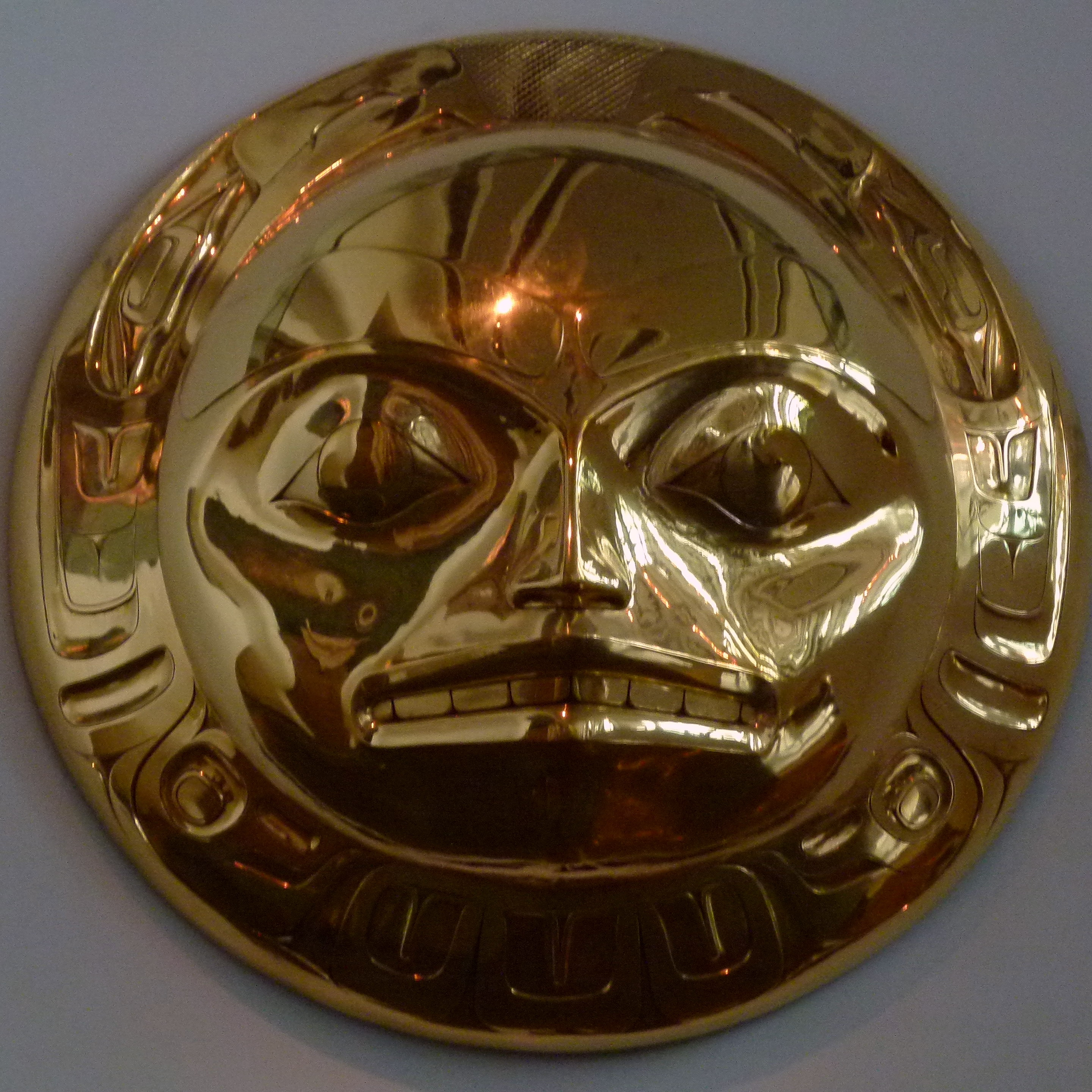
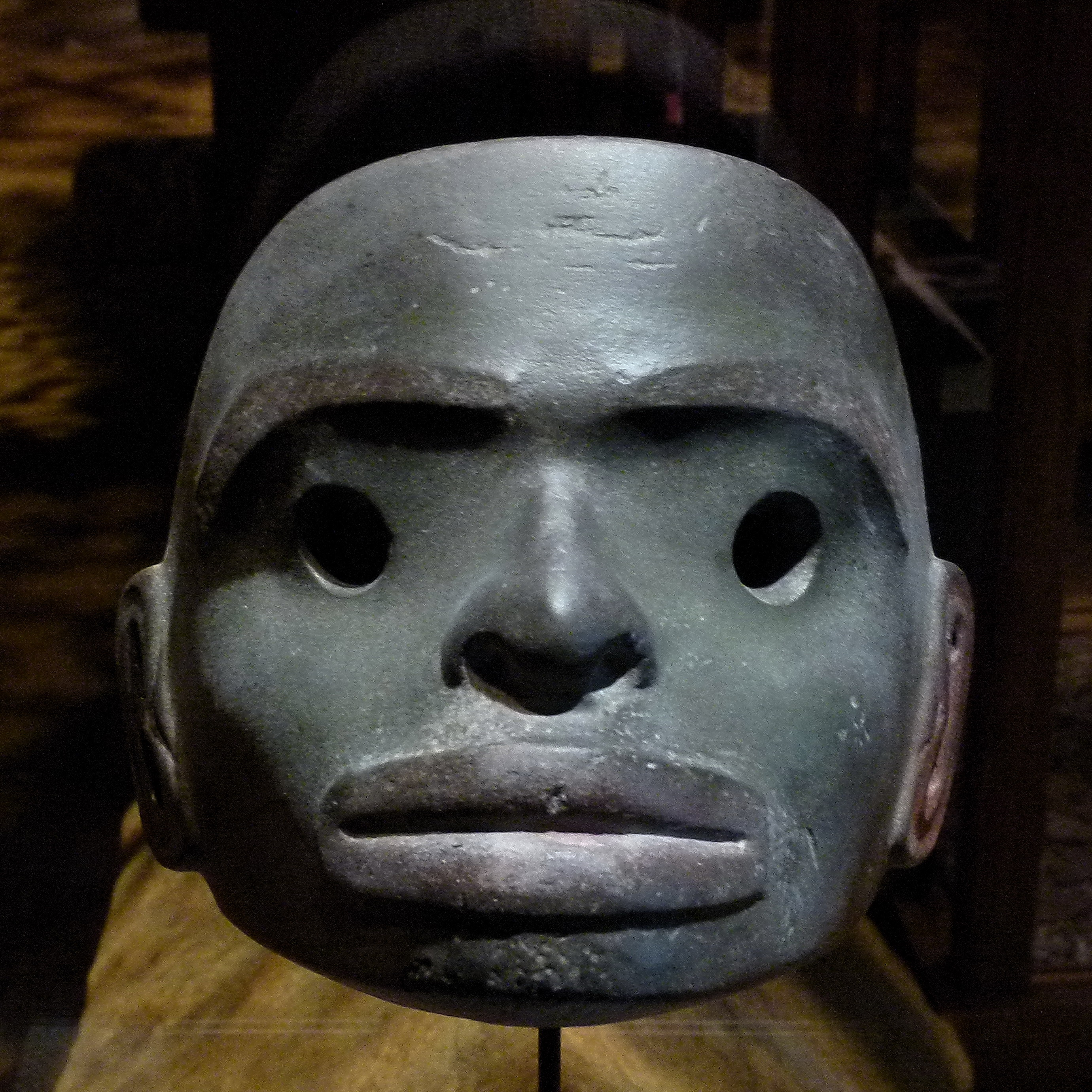
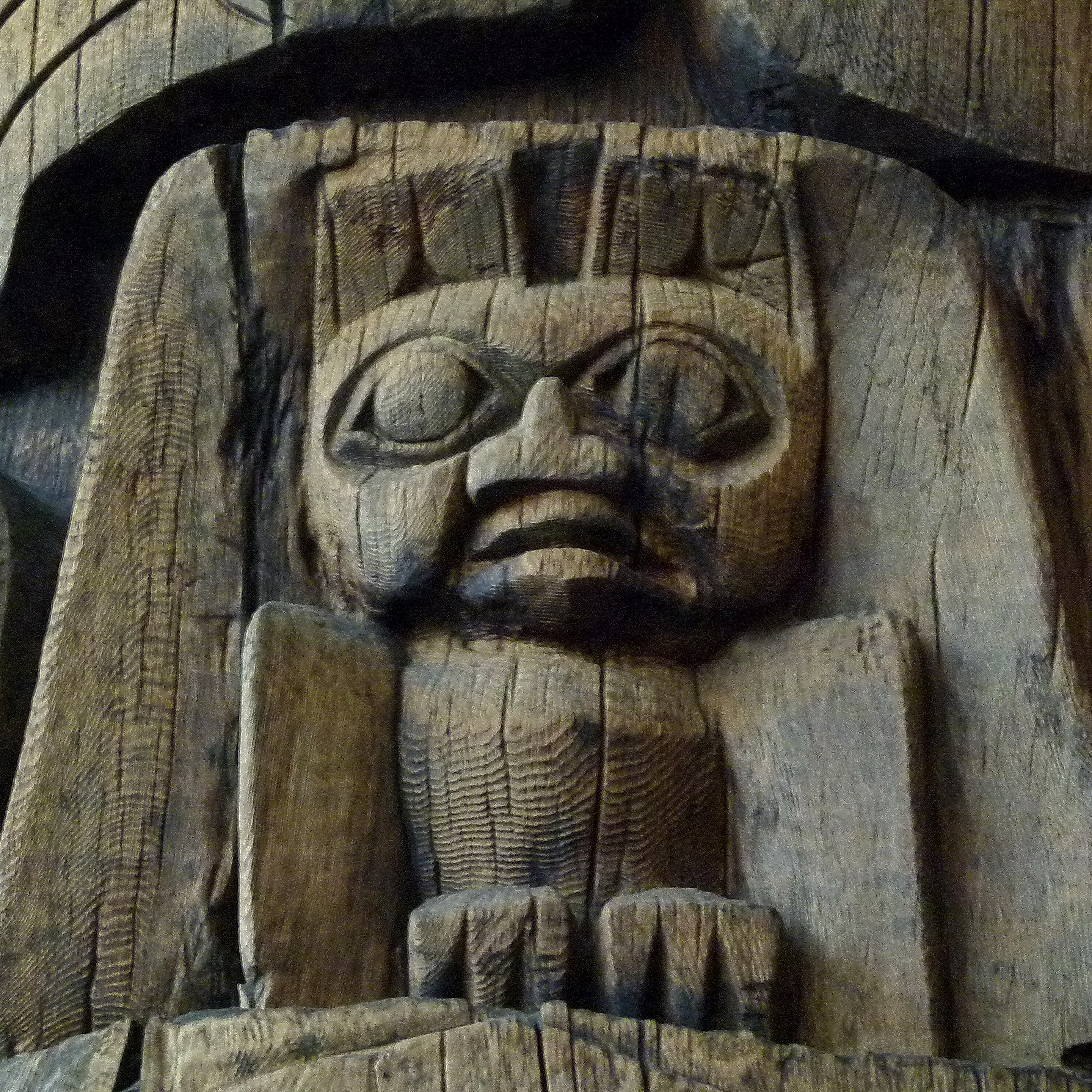
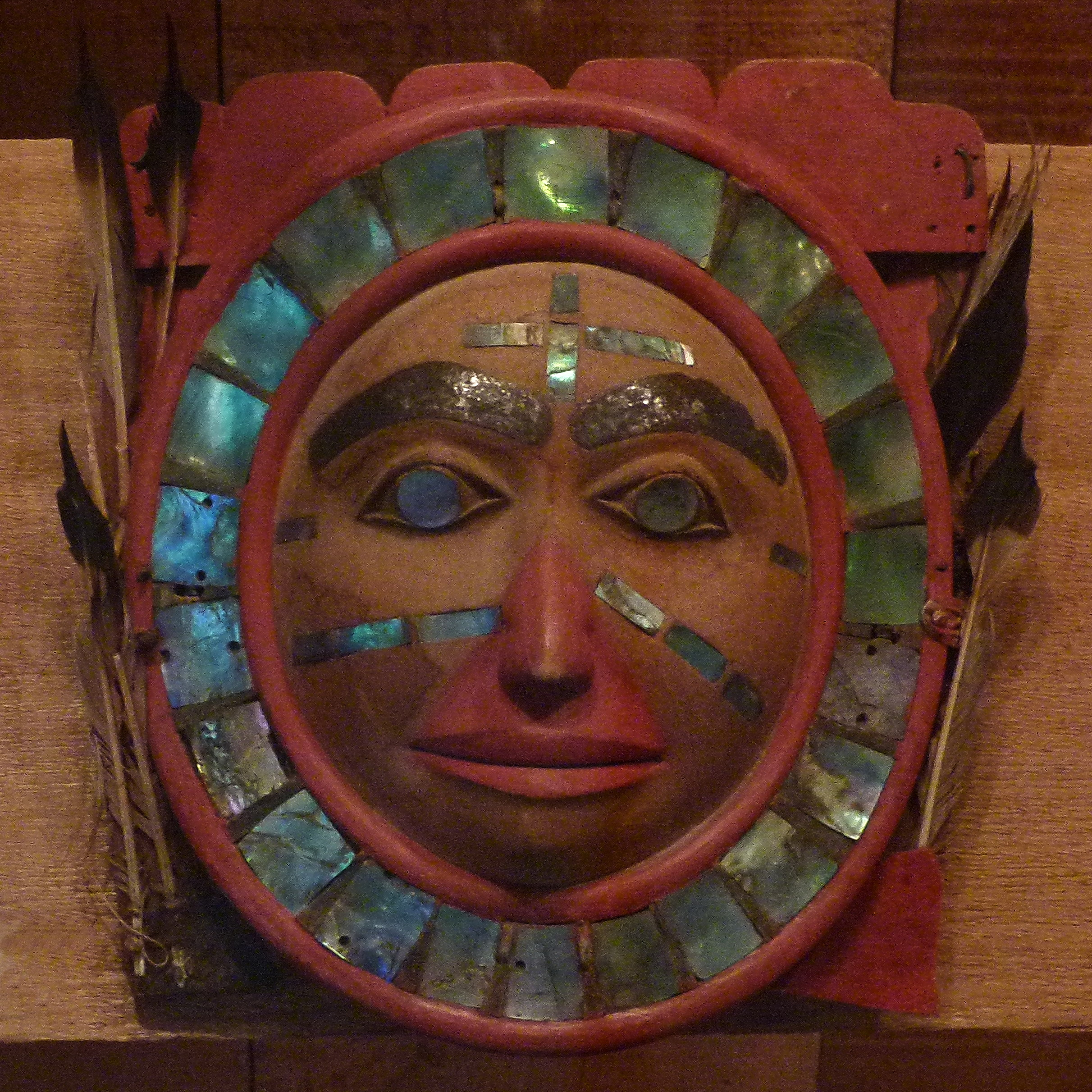

## Betreiber
Betrieben wird das Museum durch die „Canadian Museum of History Corporation“, eine Crown Corporation (ein öffentliches Unternehmen). Dieses öffentliche Unternehmen betreibt auch das Canadian Children’s Museum, Canadian Postal Museum, Canadian War Museum und das Virtual Museum of New France.